# Sigaren
Die Sigaren (norwegisch für Zigarren) sind zwei Inseln vor der Prinz-Harald-Küste des ostantarktischen Königin-Maud-Lands. Sie liegen 5,5 km westlich der Hovdeneset im östlichen Teil der Lützow-Holm-Bucht. 
Norwegische Kartographen kartierten sie anhand von Luftaufnahmen der Lars-Christensen-Expedition 1936/37 und benannten sie deskriptiv nach ihrer Form.